# Dorsa Andrusov
Die Dorsa Andrusov ist eine Gruppe von Dorsa im Mare Fecunditatis auf dem Erdmond. Sie misst ungefähr 160 km und liegt bei 1° S und 57° O. und wurde 1976 nach dem russischen Geologen Nikolai Iwanowitsch Andrussow benannt.
In ihrer Nähe befindet sich der Landeplatz der unbemannten Mondsonde Luna 16, die als erste sowjetische Mission Mondgestein zur Erde brachte.